# NK Zvijezda Gradačac
El NK Zvijezda Gradačac (serbio: НК Звијезда Градачац), o simplemente Zvijezda, es un club de fútbol bosnio de Gradačac y fundado en 1922. El equipo disputa sus partidos como local en el Banja Ilidža y juega en la Prva liga FBiH, segunda liga más importante del país.

## Historia
El club fue fundado en 1922 como NK Vardar. Tras la Segunda Guerra Mundial el club fue renombrado Zvijezda. Hasta 1992 y con la ruptura de la antigua Yugoslavia, el Zvijezda compitió en varias ligas regionales del sistema de ligas de Yugoslavia.

## Palmarés
- Primera Liga de la Federación de Bosnia y Herzegovina (1): 2007–08